# Kasimir III. (Polen)

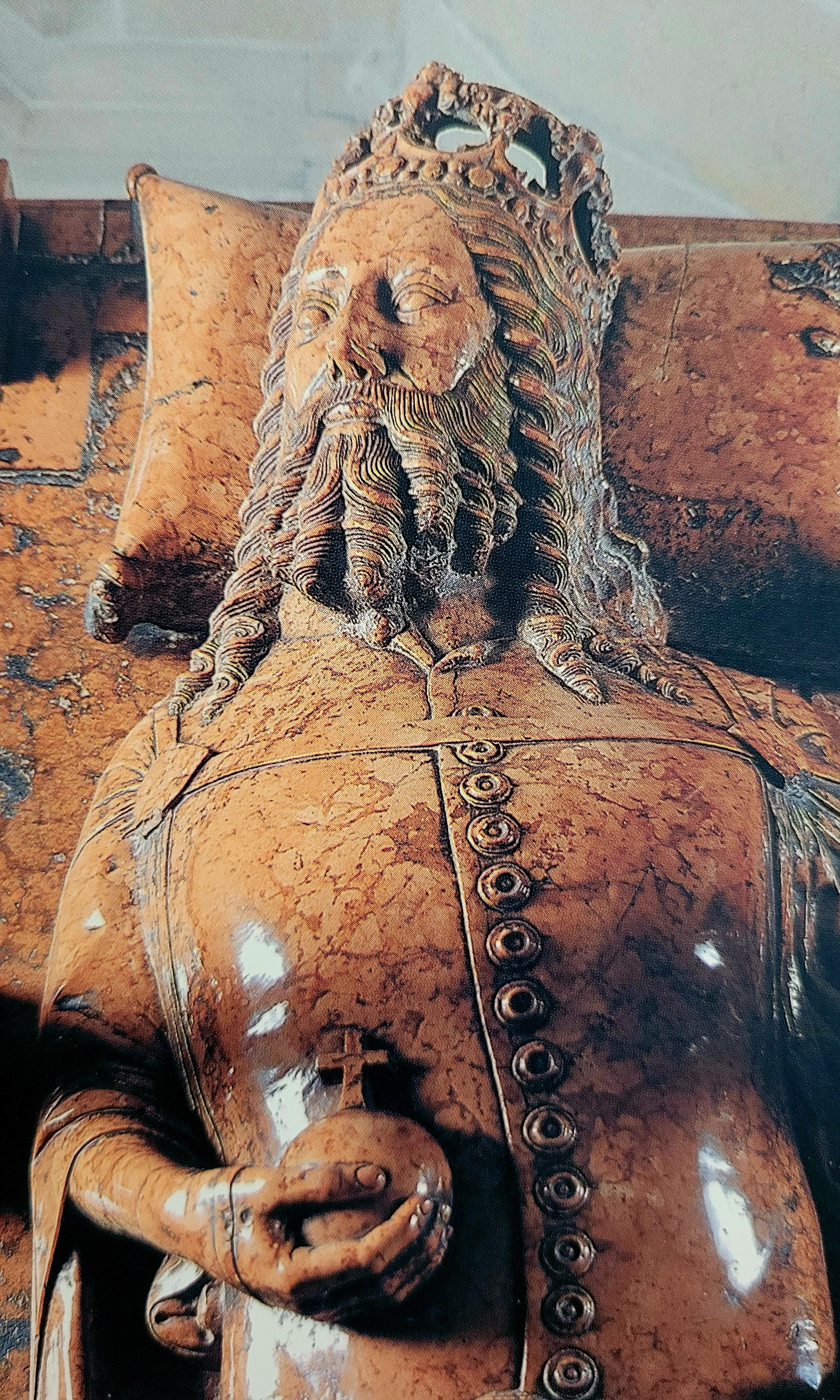
Hochgrab in der Wawel-Kathedrale

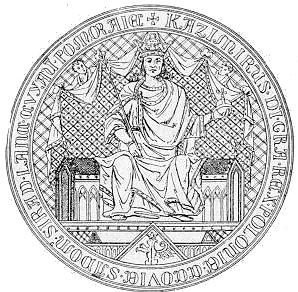
Das königliche Siegel von König Kasimir dem Großen

Kasimir der Große (polnisch Kazimierz III Wielki, lateinisch Casimirus III Magnus; * 30. April 1310 in Kowal; † 5. November 1370 in Krakau) war der jüngste Sohn von König Władysław I. Ellenlang aus seiner Ehe mit Hedwig von Kalisch, Tochter von Bolesław, Herzog von Großpolen. Kasimir entstammte der Dynastie der kujawischen Piasten und war ab 1333 als Kasimir I., König von Polen (als Herzog von Polen – dux Regni Poloniae – der III.). Er legte ererbte Konflikte mit den böhmischen Nachbarn bei, indem er Gebietsansprüche vor allem auf Schlesien fallen ließ, und konzentrierte sich auf die Expansion des Königreichs Polen nach Osten. Die sterblichen Überreste des Königs wurden in der Wawel-Kathedrale zu Krakau beigesetzt. Mit seinem Tod starb die königliche Linie der Piasten aus.

## Prinz Kasimir

### Bildung
Kazimir wurde am 30. April 1310 in Kowal als jüngster Sohn von Władysław I. Ellenlang und  Hedwig von Kalisch geboren. Bei der Taufe erhielt er den Namen seines Großvaters – Kasimir von Kujawien. Kasimir hatte zwei ältere Brüder, Stefan und Władysław, die 1306 bzw. 1312 starben – Kazimierz wurde im Alter von zwei Jahren der einzige Erbe von Ellenlang. Er hatte auch drei Schwestern – Kunegunda, Elżbieta und Jadwiga.
Der zukünftige Thronfolger wurde im Wawel erzogen. Es gibt keine Informationen über seine Erzieher in den Quellen, aber es wird allgemein angenommen, dass es sich um Władysławs vertrauenswürdigen Diplomaten Spycimir Leliwita, einen hervorragenden Intellektuellen und Anwalt – Jarosław Bogoria aus Skotniki oder möglicherweise einen Franziskaner handelte. Als der Prinz 10 Jahre alt war, war seine Schwester Elizabeth mit dem ungarischen König Karl I. verheiratet. In den folgenden Jahren war Kasimir ein häufiger Gast in einem Herrenhaus in Buda, dem damaligen kulturellen und politischen Zentrum der Region.

### Ehepläne
Im Juni oder Juli 1315 wurde Kasimir im Alter von fünf Jahren mit der am 20. Mai des Jahres geborenen böhmischen Prinzessin Jutta, der Tochter Johanns von Luxemburg, verlobt. Die Ehe mit der Tochter Johanns sollte das Problem der luxemburgischen Ansprüche auf den polnischen Thron lösen, doch als dem böhmischen König zwei Söhne geboren wurden, beschloss er, seine Ansprüche aufrechtzuerhalten. Die böhmische Seite löste die Verlobung wahrscheinlich 1318 oder 1319. Am 22. Mai 1322 wurde Jutta mit Prinz Friedrich II. von Meißen verlobt. Schließlich heiratete sie ihren sechsten Verlobten – den Herzog der Normandie, Johann den Guten.
Wahrscheinlich 1321 oder 1322 wurde Kasimir mit Anna, der Tochter von Friedrich dem Schönen, verlobt. Das Eheprojekt brach wahrscheinlich nach dem 28. September 1322 zusammen, d. h. nach Friedrichs Niederlage in der Schlacht von Mühldorf. Um das neu geschlossene Bündnis mit Litauen zu besiegeln, heiratete der Prinz am 16. Oktober 1325 im Alter von 15 Jahren die Tochter des litauischen Großherzogs Gediminas Aldona, die getauft wurde und vor ihrer Hochzeit am 30. April den Namen Anna annahm.

### Krankheit
1327 oder kurz nach der Hochzeit wurde der zukünftige König schwer krank. Die Krankheit des Prinzen muss sein Leben gefährdet haben, da die Königin beschloss, ihn dem Schutzpatron der Andrei-Dynastie anzuvertrauen – St. Ludwik, dessen Feiertag am 19. August fiel. Dies könnte darauf hinweisen, dass die Krankheit an diesem Tag begann. Die einzige Quelle über diese Zeit in Kasimirs Leben ist die teilweise zerstörte Bulle von Papst Johannes XXII., welche zwischen dem 14. November und dem 13. Dezember 1327 erlassen wurde. Das Dokument war eine Antwort auf einen Brief der polnischen Königin, in dem der Papst seine Freude über die Genesung von Kasimir zum Ausdruck brachte.

### Ereignisse in Ungarn
In den letzten Jahren seines Lebens begann Władysław I. Ellenlang, seinen Sohn in die Herrschaftsausübung einzuführen. 1329 schickte er ihn an den ungarischen Hof in Visegrád, um militärische Unterstützung zu erhalten oder um das Bündnis gegen die deutsch-böhmische Koalition zu verschärfen. Die erste diplomatische Mission des Prinzen war erfolgreich.
Während des Aufenthalts von Kasimir am ungarischen Hof kam es laut einigen Quellen unter seiner Teilnahme zu einem moralischen Skandal. Historiker sind sich nicht sicher, was passiert ist oder ob überhaupt etwas passiert ist. Nach einer der Versionen hatte der polnische Prinz eine versteckte Affäre mit der schönen Klara Zach, der Magd seiner Schwester Elizabeth. Nach einer anderen Annahme ging es um Vergewaltigung. Nach dem Abzug des Prinzen kam der Fall ans Licht, angeblich durch deutsche Spione. Am 17. April 1330 betrat Felicjan Zach – Klaras Vater, Ritter und königlicher Gesandter – mit einem Schwert die königliche Kammer von Elizabeth und Karl. Er wollte sich rächen und griff die Königin an. Er schnitt vier ihrer Finger ab und verwundete den König, der versuchte, sie zu schützen. Als er sich auf die Prinzen stürzte, wurde er von Johann Cselenyi, dem Höfling der Königin, getötet. Der König befahl, die Leiche des Attentäters zu zerstückeln und in großen ungarischen Städten der Öffentlichkeit zugänglich zu machen. Zachs Verwandte wurden getötet und ihres Eigentums beraubt. Klara selbst wurde entstellt und in die Städte des Landes gebracht. Der Rest der Familie Zach flüchtete nach Polen.
Keine der damaligen Quellen verbindet den Angriff in irgendeiner Weise mit der Person von Kasimir und erwähnt auch nicht die Schande von Klara als Ursache des Angriffs. Dies geschieht durch viel spätere Quellen der Deutschen Ritter sowie durch die Botschaft eines anonymen venezianischen Chronisten und eine gereimte Chronik von Heinrich von Mügeln. Jan Długosz schöpfte aus diesen Quellen, als er seine Version der Ereignisse in seiner Chronik präsentierte. Daher kann bezweifelt werden, ob die in späteren Arbeiten beschriebenen Ereignisse miteinander zusammenhängen. Zumal die Deutschen Ordensritter die Diskreditierung von Kasimir als eine Methode zur Senkung des Ansehens des Königreichs Polen betrachteten. Jan Dąbrowski glaubt, dass dies ein Gerücht sei. Jerzy Wyrozumski beschränkt seine Einschätzung auf die Aussage, dass die Erklärung der Gerüchte von Jan Dąbrowski überzeugend ist.

### Gouverneur von Großpolen, Sieradz und Kujawien
Noch bevor Kasimir nach Ungarn geschickt wurde, nahm er im Februar 1329 an der bewaffneten Expedition seines Vaters in das Kulmerland teil. Am 26. Mai 1331 ernannte Władysław I. Ellenlang bei einer Kundgebung in Chęciny seinen Sohn Kasimir als Gouverneur von Großpolen, Sieradz und Kujawy. Es ist nicht klar, was der König damit erreichen wollte. Es ist möglich, dass es eine Vorbereitung für den gleichzeitigen Angriff der Deutschen Ordensritter und Böhmens war, der wahrscheinlich von Władysław vorausgesagt wurde. Feliks Kiryk zufolge bestand die Aufgabe des Prinzen darin, die Verteidigung des verwalteten Landes gegen die Deutschen Ordensritter zu organisieren, und Stanisław Szczur sieht darin ein Element des Versuchs, die von Władysław unternommene Verwaltung zu reformieren und das Amt des Starost durch einen Gouverneur aus der Piastendynastie zu ersetzen. Laut Jerzy Wyrozumski und Feliks Kiryk war das Gouverneursamt nur nominell, da über Dokumente, die von Kasimir als Gouverneur ausgestellt wurden, nichts bekannt ist.
Die Ernennung von Kasimir zum Gouverneur war der Grund für den Verrat des derzeitigen Gouverneurs von Großpolen und Kujawy. Dieser knüpfte Kontakte zum Markgrafen von Brandenburg und versprach ihm, dass er, wenn er vom König angegriffen werden würde, auf seine Seite gegen Polen tritt. Dieser Mann wird auch beschuldigt, die deutsche Invasion in Großpolen im Juli herbeigebracht und seine Kommandeure darüber informiert hat, dass Kasimir nur über eine kleine Deckung in Pyzdry verfügte. Die Deutschen Ordensritter griffen die Stadt am 27. Juli an. Zum Glück entkam der Prinz lebend.
Die deutsch-böhmische Koalition (Deutscher Orden mit Königreich Böhmen) hatte für September einen entscheidenden Krieg geplant. Johann von Luxemburg, König von Böhmen, wurde jedoch in andere Angelegenheiten vertieft. Nach der Nachricht vom unerwarteten Tod von Primislaus II., dem Herzog von Głogów, ging Johannes von Luxemburg nach Głogów und begann seine Belagerung. Die Stadt kapitulierte am 2. Oktober 1331. Diese Verzögerung erwies sich als völlig ausreichend, um die Fusion der böhmischen und deutschen Truppen in der Nähe von Kalisz zu verhindern.
Aufgrund des Mangels an verbündeten Truppen brachen die Deutschen Ordensritter die Belagerung ab und begannen einen Rückzug, während dessen fand die Schlacht von Płowce statt, an der auch Kasimir teilnahm. Aus vielen, wenn auch zweideutigen Quellen, ist die wahrscheinlichste Version des Verlaufs der Schlacht die, in der der Zusammenstoß zwischen Władysław und den an der Expedition nach Polen teilnehmenden deutschen Truppen erwähnt wird (die anderen gingen nach Brześć Kujawski, die sie belagerten). In der ersten Phase nutzen die Polen das Überraschungsmoment und gewannen. Die zweite, die nach dem Eintreffen der deutsche Verstärkungen begann, erwies sich als ungeklärt. Später verkündete die Propaganda der Deutschen Ordensritter, dass Kasimir panisch vom Schlachtfeld geflohen sei. Es ist möglich, dass er sich auf Geheiß seines Vaters zurückzog – diese Version wurde erstmals in Jan Długosz' Chronik aufgenommen. Trotzdem scheint die Version über die Flucht aufgrund des Tons des Berichts im Jahrbuch von Kleinpolen und im Jahrbuch von Traska am wahrscheinlichsten zu sein. Quellen berichten, dass einige der polnischen Ritter das Schlachtfeld vor der endgültigen Entscheidung verlassen haben.
Nach dem 15. August 1332 nahm Kasimir an einer Vergeltungsexpedition teil (die laut Jan Dąbrowski er selbst befahl), die aber von Władysław in das Kulmerland organisiert wurde. Auf Druck des Papstes wurde jedoch ein Waffenstillstand geschlossen (beide Parteien einigten sich darauf, den Streit auf ein Schiedsverfahren von Karl I. und Johann von Luxemburg zu übertragen). Dann griffen polnische Truppen die Herzöge von Głogów an, die den Orden sabotiert hatten. Die Offensive gegen die Stadt Kościan wurde von Prinz Kasimir angeführt, der die ungarische Verstärkungen befehligte. Er eroberte sie im Sturm und befahl, die Besatzung zu reduzieren. Nach der Chronik von Jan Długosz führte Kasimir die Operation in der Nähe von Kościan von sich aus und sogar gegen den Willen seines Vaters durch. Dies könnte darauf hindeuten, dass Władysław seinen einzigen Sohn nicht den Gefahren des Krieges aussetzen wollte.

## König Kasimir der Große

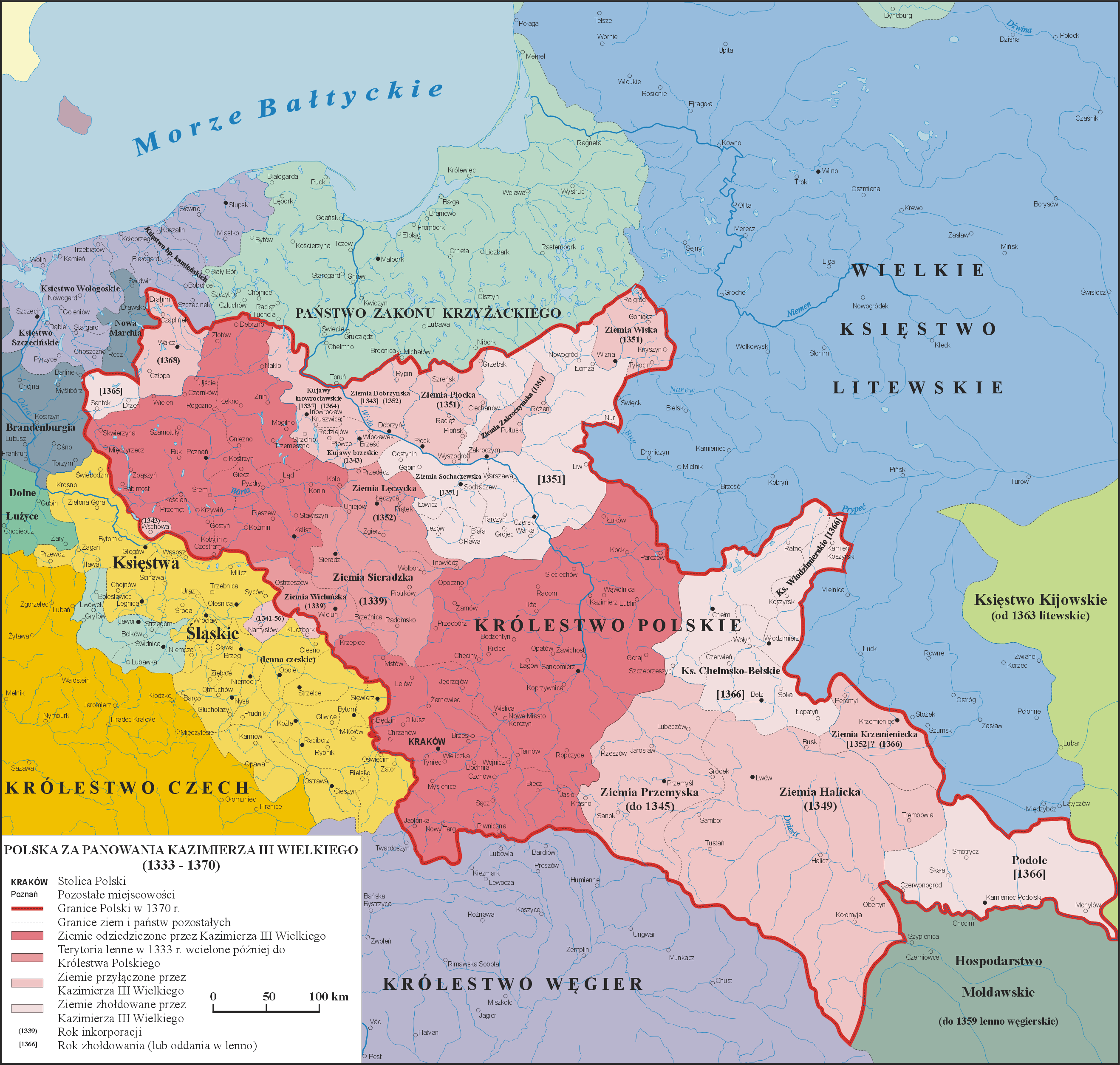
Königreich Polen 1333–1370

### Krönung
Władysław I. Ellenlang starb am 2. März 1333 (gemäß der heutzutage am häufigsten akzeptierten Version). Vor seinem Tod befahl er seinem Sohn, das an die Deutschen Ritter verlorene Kujawy zusammen mit dem Land Dobrzyń und wahrscheinlich Pommerellen zurückzugewinnen. Auf dem Kongress der polnischen Ritter wurde Kasimir einstimmig zum neuen Herrscher ernannt und das Datum der Krönung festgelegt. Die Königmutter Hedwig stand unerwartet im Weg. Sie widersetzte sich der Krönung ihrer Schwiegertochter Anna und glaubte, dass es nur eine Königin im Land geben könne. Am Ende ließ sie sich jedoch von Kasimir erweichen und trat zurück, um sich in das Klarissenkloster in Stary Sącz zurückzuziehen. Am 25. April krönte der Erzbischof von Gniezno, Janisław, in Krakau das königliche Paar.

### Außenpolitische Situation zum Zeitpunkt der Thronbesteigung
Als der 23-jährige Kasimir 1333 mit seiner Regierung begann, befand sich der polnische Staat an seinen Grenzen in einer sehr gefährlichen Lage. Er umfasste eine Fläche von etwas mehr als 100.000 km² (in der Geschichtsschreibung sind unterschiedliche Zahlen zu finden: 115.000 und 106.000) und bestand aus zwei Provinzen – Małopolska (Kleinpolen) und Wielkopolska (Großpolen), geteilt durch die zwei feudalen Lehnsherzogtümer Sieradz und Łęczyca. Sieradz wurde von Przemysł und Łęczyca von Władysław Garbaty regiert. Diese Neffen von Łokietek waren ihrem Onkel treu, aber es war nicht klar, ob sie sich einem jüngeren Mitglied der Dynastie gleichermaßen unterordnen würden.
- Kujawien, Dobrzyń-Land (Dobriner Land) und Pommerellen wurden vom Deutschen Orden besetzt, mit denen der Waffenstillstand bis Pfingsten (23. Mai) 1333 in Kraft war.
- Die Beziehungen zu Brandenburg waren trotz des Landsberg-Vertrags nicht sehr gut.
- Das Königreich Polen befand sich formell im Krieg mit Böhmen. Die piastischen Herzogtümer in Schlesien erkannten die böhmische Souveränität ebenso an wie das Herzogtum Masowien-Płock. Die übrigen masowischen Herzogtümer blieben unabhängig.
- Fürst Bolesław Georg II. von Halytsch-Wolhynien brauchte selbst mehr Unterstützung, als er hätte leisten können.
- Die Beziehungen zum heidnischen Großfürstentum Litauen waren gut, aber ein Bündnis mit ihm hätte zur internationalen Isolation des Königreichs Polen führen können, wie es am Ende von Łokieteks Regierungszeit geschah.
- Nur das Bündnis mit Ungarn half dem polnischen Monarchen, aber es war eine asymmetrische Vereinbarung, denn für Ungarn war das Bündnis mit Polen nur eines von mehreren.
- Darüber hinaus stellte sich die Frage nach dem königlichen Titel – in den Augen der Welt war Kasimir nur der „König von Krakau“ und der rechtmäßige König von Polen war Johann von Böhmen.[36]

### Beziehungen zu Luxemburg und Wittelsbach
Nach der Thronbesteigung bestand die dringlichste Angelegenheit für den König darin, die Wiederaufnahme des Krieges zu verhindern, insbesondere an zwei Fronten. Selbst Kämpfe an einer Grenze sollten vermieden werden, da sowohl der Deutsche Orden als auch die Luxemburger mächtiger waren als das Königreich Polen. Der Streit mit ersterem sollte durch ein Schiedsverfahren der ungarischen und böhmischen Monarchen beigelegt werden. Die Position des Luxemburgers Johann von Böhmen als Richter wäre für Polen sicherlich ungünstig gewesen, daher war es notwendig, so bald wie möglich Frieden mit ihm zu schließen. Es war keine leichte Aufgabe, denn am 26. August 1332 gab der böhmische König ein Dokument heraus, in dem er den Deutschen Rittern versprach, keine Vereinbarungen mit dem König von Krakau zu treffen. Um den Gegner zu kontrollieren, wurde versucht, ein Bündnis mit den Wittelsbachern einzugehen. Der erste Schritt zu einer engeren Zusammenarbeit war der Abschluss eines Zweijahresabkommens über die Grenzzusammenarbeit gegen Plünderungen und Raubüberfälle am 31. Juli 1333 mit dem Markgrafen von Brandenburg und Sohn des Kaisers Ludwig. Als Heinrich von Kärnten im April 1335 starb, begann im Heiligen Römischen Reich (Deutsches Reich) der Kampf um sein Erbe zwischen Luxemburgern, Habsburgern und Wittelsbachern. Das Abkommen der Habsburger mit dem Wittelsbachern gegen den ersteren machte den König von Polen für beide Seiten zu einem wichtigen potenziellen Verbündeten gegen Johann von Böhmen/Luxemburg. Die Verbündeten wollten den Machtbereich des Luxemburgers einkreisen, was der böhmische König nicht zulassen konnte. Am 16. Mai 1335 schloss die aus Großpolen kommende polnische Delegation in Frankfurt an der Oder mit Markgraf Ludwig von Brandenburg ein vorläufiges Bündnis (das am 24. Juni abgeschlossen werden sollte). Johann von Luxemburg war sich der Bedrohung bewusst und beschloss, Verhandlungen mit Kasimir aufzunehmen und seinen Sohn Karl zu schicken, um mit ihm zu verhandeln. Die Verhandlungen endeten mit der Unterzeichnung des Waffenstillstands in Sandomierz am 28. Mai 1336. Das betraf auch die Verbündeten Polens: den ungarischen König König Karl I., Przemysł von Sieradz und Władysław Garbaty. Es wurde auch festgestellt, dass Verstöße gegen den Waffenstillstand von speziell ernannten Gerichten in Kalisz und Breslau bestraft würden. Der Deutsche Orden durfte nicht mitverhandeln, was ein bedeutender Erfolg der polnischen Diplomatie war. Der böhmische König hatte frühere Verpflichtungen ihnen gegenüber, aber die für Polen günstige internationale Situation trug zum Ende der Koalition zwischen dem Deutschen Orden und den Luxemburgern bei, obwohl dies nicht die Einstellung der Zusammenarbeit zwischen ihnen bedeutete.
Nach dem Abkommen mit Böhmen unternahm Kasimir Schritte, um die Ratifizierung des Abkommens mit den Wittelsbachern zu verschieben. Er schickte seine Stellvertreter, Staroste Mikołaj aus Biechów, den Wojewoden von Posen, Jarosław aus Iwno, den Kastellan von Posen und Otto, den Kanzler von Großpolen, nach Chojna, wo sie am 20. Juni mit Kaiser Ludwig IV. von Bayern und seinem Sohn Markgraf Ludwig detaillierte Vereinbarungen trafen (etwa den Umfang der gegenseitigen Unterstützung gegen Feinde). Datum und Ort der Ratifizierung des Vertrags und des Dokumentenaustauschs zwischen dem König und dem Markgrafen von Brandenburg wurden ebenfalls festgelegt – am 8. September in Wieleń oder Dobiegniew (Stanisław Szczur gibt nur Wieleń an). Auf diese Weise übte Kasimir weiterhin Druck auf Johann von Luxemburg aus. Letztendlich entschuldigte sich Kasimir in einem Brief den Vertrag zu ratifizieren, der so formuliert war, dass es im Falle eines Scheiterns der Verhandlungen mit den Luxemburgern möglich war, zum Plan eines Bündnisses zurückzukehren. Nach Abschluss des Abkommens mit Luxemburg wurde das polnisch-brandenburgische Bündnis für Kasimir unnötig. Die Beziehungen zu den Wittelsbachern begannen sich abzukühlen. Sie wurden zu offenen Feinden, als 1338 ein Konflikt zwischen Johann von Luxemburg und Ludwig IV. ausbrach. Zu dieser Zeit unterstützte Kasimir seinen Verbündeten und setzte auf dessen Hilfe bei den Streitigkeiten mit dem Deutschen Orden.
1335 verzichtete König Johann für 20.000 Schock (1,2 Millionen) Prager Groschen auf die polnische Krone, gleichzeitig ließ Kasimir, um die Allianz zwischen den Luxemburgern und dem Deutschen Orden zu schwächen, im Vertrag von Trentschin „für alle Zeiten“ seine dynastischen Ansprüche auf Schlesien fallen. Ab 1341 besetzte er einige schlesische Städte an der Grenze (1341–1356 Namslau, Pitschen, Kreuzburg und Fraustadt). 1345 kam es zu erneuten Auseinandersetzungen mit den Luxemburgern um Schlesien, an deren Ende Kasimir 1348 im Vertrag von Namslau endgültig auf seine Rechte auf Schlesien verzichten musste.

### Beziehungen zum Deutschen Orden, Galizien
Nach ergebnislosen Verhandlungen mit dem Deutschen Orden um Pommerellen und das Kulmer Land strengte er einen Prozess vor der päpstlichen Kurie an. Die Verhandlung fand in Warschau statt, das damals ein unbedeutender Handelsplatz war. Da das für Polen günstige Urteil des Warschauer Prozesses von 1339 vom Papst nicht bestätigt wurde, verzichtete Kasimir im Frieden von Kalisch 1343 gegen Herausgabe des 1332 vom Orden besetzten Herzogtums Kujawien und des Dobriner Landes auf die Rückgabe von Pommerellen und des Kulmer Landes, ohne jedoch die Rechtstitel preiszugeben. Seit 1343 suchte er seinen Einfluss in Pommern zu festigen (Bündnis mit den Greifen der Stettiner sowie Wolgaster Linie), was 1365 zur Besetzung einiger Netze- und Neumarkdistrikte mit Zantoch, Driesen und Landsberg an der Warthe (bis 1372) sowie der Region um Deutsch-Krone und Tempelburg 1368 führte.
Kasimirs Hauptinteresse lag jedoch im russischen Fürstentum Halytsch-Wolhynien, das er mit Unterstützung Ungarns nach dem Tod des Piasten Boleslaw-Trojdenowicz (als galitsch-wolhynischer Fürst Georg II. bzw. Jurii II. genannt) ab 1340, teils direkt, teils als Lehen bis 1366 seinem Reich fast vollständig einverleibte. Darunter waren die Städte Halytsch, Lemberg, Chelm, Bels, Wolodymyr sowie die Regionen Podolien und das Sanoker Land. 1351 unterwarf er die seit etlichen Jahren säkular verselbständigten masowischen Herzogtümer teils als Lehen (Herzogtum Warschau-Rawa-Czersk), teils direkt (Herzogtum Plock) seiner Suzeränität. Diese Expansionspolitik verhalf Polen zu einer machtvollen Stellung in Mitteleuropa.
Sein voller Herrschertitel spiegelt die Ausdehnung und den Anspruch seiner Herrschaft: „König von Polen und Russland, Herr und Erbe der Länder und Herzogtümer von Krakau, Sandomir, Sieradz, Łęczyca, Kujawien, Pommerellen“ (Rex Polonie et Russie, nec non Cracovie, Sandomirie, Siradie, Lancicie, Cuiavie, et Pomeranieque Terrarum et Ducatuum Dominus et Heres). Er ist der einzige der polnischen Könige, welcher als „der Große“ bezeichnet wird.
Dies zeigt auch der „Kongress“, der im September 1364 aus Anlass des Besuches von Peter I. von Lusignan, König von Zypern, in Krakau stattfand, da dieser sich als Titularkönig von Jerusalem seit 1363 um das Zustandekommen eines Kreuzzuges gegen die Mamluken Ägyptens bemühte. An dem Treffen nahmen neben Kasimir von Polen und Peter I. von Zypern u. a. Kaiser Karl IV., König Ludwig von Ungarn, Herzog Siemovit III. von Masovien, Otto V. Herzog von Bayern und Markgraf von Brandenburg und mehrere schlesische Herzöge teil. Zum Abschluss gab es zwar nur wenige Zusagen aber ein ritterliches Turnier, bei dem man den König von Zypern zum Sieger erklärte. Dieser Kreuzzug gegen Alexandria fand 1365 – allerdings ohne polnische Beteiligung – statt.

### Modernisierende Innenpolitik

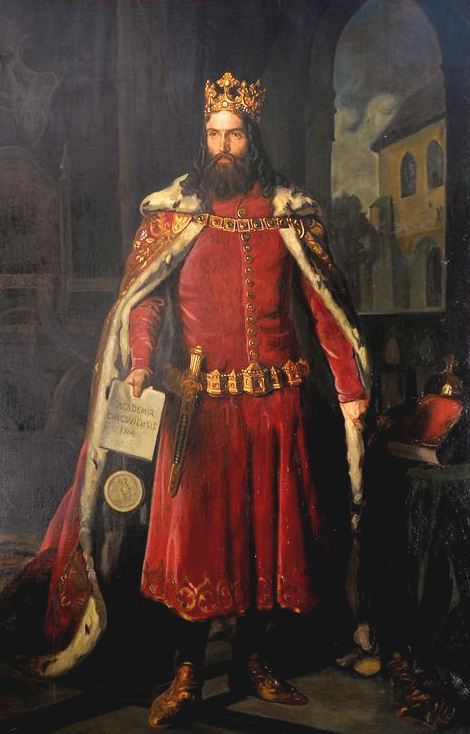
Kasimir der Große, Bild von Leopold Löffler

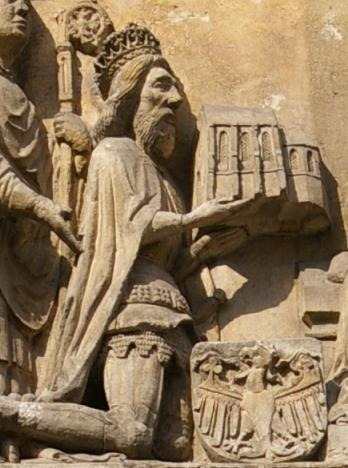
König Kasimir der Große, Stifterfigur von 1464 an der Basilika zu Wiślica

„Ein Herrscher, der ein Polen aus Holz vorfand und eines aus Stein hinterließ.“ So erfolgreich beschrieb der spätmittelalterliche Historiker Jan Długosz Kasimirs Modernisierung im Innern, die in wirtschaftlicher Hinsicht die Besiedlung von Wüstungen, die Übertragung von Magdeburger und Kulmer Recht auf Städte und Dörfer, eine königliche Zoll- und Steuerpolitik und die Erschließung und Sicherung von Handelswegen sowie eine besondere Schutzpolitik für Juden und die Bauern vorsah. Seine Regierungszeit gilt als eine Ära des großen Wohlstands für die polnischen Juden. Seine Zeitgenossen nannten ihn daher auch „König der Bauern und Juden“. Kasimir sicherte die Grenzen seines Reiches mit 50 befestigten Burgen. eröffnete Salinen, schuf für das Magdeburger Recht eigene Appellationsgerichtshöfe, wie den Krakauer Oberhof, und verbot die Appellation nach Magdeburg. Mit langfristigem Erfolg gründete er 1364 die Universität Krakau.
1334 bestätigte und erweiterte König Kasimir das Statut von Kalisch seines Großvaters Bolesław dem Frommen mit dem Statut von Wiślica und dehnte die Gültigkeit auf das gesamte Königreich Polen aus. Das Statut von Wiślica gilt als erste Verfassung Kleinpolens, mit der Einführung der Generalstarosteien mit administrativen und gerichtlichen Befugnissen, Staatsrat und Kanzleiführung.

### Nachfolge
Bereits 1339 schloss er mit seinem Schwager, dem ungarischen König Karl von Anjou, einen Nachfolgevertrag, den er 1355 zugunsten seines Neffen Ludwig I. erneuerte und der nach seinem Tod 1370 realisiert wurde. Der Kapetinger regierte dann in Personalunion auch Polen. Ludwig sollten nach dessen Tod (1382) seine Töchter beerben. Der polnische Thron ging an die jüngere Hedwig. Aufgrund der gemeinsamen Bedrohung durch den Ordensstaat verbündete sich Polen mit Litauen und die Königin vermählte sich mit dem litauischen Großfürsten Jogaila. Die Ehe blieb kinderlos; nach dem Tod Hedwigs blieb Jogaila auf dem polnischen Thron als Alleinherrscher. Ihm folgten seine Söhne aus einer späteren Ehe und damit die Dynastie der Jagiellonen.

## Ehen und Nachkommen
Kasimir war in erster Ehe (1325–1339) mit Anna von Litauen verheiratet, Tochter des Großfürsten Gediminas von Litauen; in zweiter Ehe ab 1341 bis zur Ungültigkeitserklärung 1368 mit Adelheid, Tochter von Landgraf Heinrich II. von Hessen; in dritter Ehe zwei Jahre von 1363 bis 1370 mit Hedwig von Sagan, Tochter von Herzog Heinrich V. von Sagan. Alle Ehen blieben ohne männliche Nachkommen; aus einem Liebesverhältnis mit der Jüdin Esther stammen zwei Söhne und eine Tochter.
Aus 1. Ehe (14 Jahre) mit Anna von Litauen:
- Elisabeth (ca. 1326/1361), polnische Prinzessin, verheiratet 1343 mit Herzog Bogislaw V. von Pommern-Wolgast-Stolp
- Kunigunde von Polen (ca. 1328/1357), polnische Prinzessin, verheiratet 1352 mit Herzog Ludwig VI. von Oberbayern, einem Sohn des römisch-deutschen Kaisers Ludwig IV.

Aus 2. Ehe (27 Jahre) mit Adelheid von Hessen gingen keine Kinder hervor.
Aus 3. Ehe (7 Jahre) mit Hedwig von Sagan:
- Anna von Polen (Teck) (1366–1425), polnische Prinzessin, verheiratet mit Graf Wilhelm von Cilli (slowen. Celje), deren einzige Tochter war Anna von Cilli, die spätere Gemahlin des polnischen Königs Władysław II. Jagiełło
- Kunigunde (1367–1370), polnische Prinzessin
- Hedwig von Polen (1368–1407), polnische Prinzessin